# Jukainių miškas
Jukainių miškas este o arie protejată (arie specială de conservare — SAC, sit de importanță comunitară — SCI) din Lituania întinsă pe o suprafață de 267 ha, integral pe uscat.

## Localizare
Centrul sitului Jukainių miškas este situat la coordonatele 55°26′07″N 22°55′59″E / 55.4353°N 22.9331°E.

## Înființare
Situl Jukainių miškas a fost declarat sit de importanță comunitară în ianuarie 2004 pentru a proteja un număr necunoscut de specii din flora spontană și fauna sălbatică aflate în arealul zonei. Situl a fost protejat și ca arie specială de conservare în martie 2009.

## Biodiversitate
Situată în ecoregiunea boreală, aria protejată conține 1 habitat natural: Păduri caducifoliate bătrâne naturale hemiboreale fino-scandinave (Quercus, Tilia, Acer, Fraxinus sau Ulmus) bogate în specii epifite.
La baza desemnării sitului se află un număr nedeclarat de specii protejate.